# پدرو رائول
پدرو رائول (انگلیسی: Pedro Raul؛ زادهٔ ۵ نوامبر ۱۹۹۶) بازیکن فوتبال اهل برزیل است.
از باشگاه‌هایی که در آن بازی کرده‌است می‌توان به باشگاه فوتبال ویتوریا گیماریش اشاره کرد.